# Domingos de Gusmão (religioso)
Domingos de Gusmão, O.P. foi sucessivamente o décimo-quinto bispo de Leiria (1677-1678) e o décimo arcebispo de Évora (1678-1689).

## Família
Nascido D. Domingo de Guzmán el Bueno y Marañón, assim chamado em homenagem a seu distante primo-tio São Domingos de Gusmão, e irmão germano de D. Juana de Guzmán el Bueno y Marañón, era filho bastardo de D. Gaspar Pérez de Guzmán y Gómez de Sandoval, 9.º Duque de Medina Sidonia, 7.º Marquês de Cazaza, 13.º Conde de Niebla e 14.º Senhor de Sanlúcar e de Margarita Marañón de Ibarra, e ainda sobrinho paterno da Rainha Portuguesa D. Luísa de Gusmão.

## Biografia
Apesar da sua origem espanhola, foi desde cedo bem acolhido pela Casa de Bragança, devido à protecção da sua tia paterna, D. Luísa de Gusmão. Embora nomeado Bispo de Leiria, não chegou a tomar posse daquela Diocese, porque foi entretanto nomeado Arcebispo de Évora. Nesta cidade viveu, com grande fausto, no Palácio dos Condes de Basto, mas gastando grande parte dos seus rendimentos em obras de beneficência, tendo inclusivamente sido Provedor da Santa Casa da Misericórdia de Évora. Sustentou os estudos de muitos jovens da sua Arquidiocese na Universidade de Coimbra.